# 十八歳的天空
『十八歳的天空』（じゅうはっさいのてんくう）は中華人民共和国のテレビドラマである。全22話。「中国版GTO」と言われているが、この作品では勉強だけのエリート学生に、熱血教師が向かうといったものである。日本未公開。

## 出演
- クー・ユエタオ役：バオ・ジエンフォン
- ペイ・ペイ役：ニー・ジンヤン
- リン・シュアン役：ファン・ジーボー
- チー・シュウ役：リュウ・ペイチー
- 校長役：ユエ・ユエリー
- シー・イェンフォン役：ケルビン・リー

## スタッフ
- プロデューサー：ハン・サンピン
- 製作：北京華録百納影視有限公司